# Поенари-Бурки (Прахова)
Поенари-Бурки (рум. Poenari-Burchi) насеље је у Румунији у округу Прахова. Oпштина се налази на надморској висини од 113 m.

## Становништво
Према подацима из 2011. године у насељу је живело 5681 становника.